# Stefan Jan Kempisty
Stefan Jan Kempisty (ur. 23 lipca 1892 w Zamościu, zm. 5 sierpnia 1940 w Wilnie) – matematyk, profesor Uniwersytetu Stefana Batorego w Wilnie, autor około 40 prac, głównie z teorii funkcji zmiennej rzeczywistej.

## Życiorys
Stefan uczęszczał do gimnazjum ﬁlologicznego i następnie do siedmioklasowej Szkoły Handlowej w Lublinie, z której został wydalony za udział w strajku szkolnym. Po przekształceniu tej szkoły na polską powrócił do niej i ostatecznie ukończył ją w 1909 roku. Studia wyższe odbywał początkowo w Paryżu, gdzie w ciągu dwóch lat złożył egzaminy na Wydziale Nauk Ścisłych Sorbony z trzech przedmiotów: matematyki ogólnej, ﬁzyki ogólnej i mechaniki teoretycznej, uzyskując w 1911 stopień licencjata nauk ścisłych. W 1912 rodzina Kempistego przeniosła się do Woroneża, gdzie Stefan zdał w tymże roku państwowy egzamin dojrzałości uprawniający do studiów uniwersyteckich w Rosji. W 1914 roku przed Komisją Egzaminacyjną Uniwersytetu Noworosyjskiego w Odessie uzyskał świadectwo nauczyciela gimnazjalnego, uprawniające do nauki matematyki w gimnazjach. W latach 1915–1917 kontynuował studia matematyczne i ﬁlozoﬁczne na Uniwersytecie Jagiellońskim w Krakowie. W 1919 uzyskał stopień doktora ﬁlozoﬁi na Wydziale Filozoﬁcznym UJ na podstawie rozprawy "O funkcjach nawpółciągłych", której promotorem był Kazimierz Żorawski. W 1919 był starszym asystentem w katedrze matematyki na Wydziale Elektrotechnicznym i Budowy Maszyn Politechniki Warszawskiej. Podczas najazdu bolszewickiego wstąpił, jako ochotnik, do I Pułku Wojsk Łączności. 1 października 1920 roku został powołany na stanowisko zastępcy profesora Matematyki II na Wydziale Matematyczno-Przyrodniczym Uniwersytetu Stefana Batorego w Wilnie.  Habilitował się na Uniwersytecie Warszawskim w grudniu 1924 roku, a jego praca miała tytuł "O funkcjach pochodnych ograniczonych" i ukazała się drukiem w 1925. 1 października 1925 został mianowany profesorem nadzwyczajnym matematyki na Wydziale Matematyczno-Przyrodniczym Uniwersytetu Wileńskiego (postanowienie z 18 grudnia 1924). W latach 1928–1930 Kempisty był prodziekanem tego Wydziału. W 1937 został profesorem zwyczajnym na USB w Wilnie. Nominacja została podpisana 14 września 1937 roku przez prezydenta Ignacego Mościckiego. W kwietniu 1939 został jednym z pięciu wiceprezesów Polskiego Towarzystwa Matematycznego.19 września 1939 Wilno zajęły wojska sowieckie i 26 października 1939 Sowieci przekazali miasto Litwinom. Litwini odmówili Kempistemu prawa stałego pobytu i prawa do pracy. Profesor został aresztowany przez Litwinów w nocy z 11 na 12 lipca 1940 i osadzony w wileńskim więzieniu na Łukiszkach. Nie mógł znieść warunków panujących w więzieniu i popełnił samobójstwo, wieszając się na ręczniku w celi. Miejsce spoczynku pozostaje nieznane.
Na warszawskich Powązkach znajduje się grób symboliczny.
18 lutego 1925 roku w Paraﬁi św. Jana w Warszawie odbył się ślub Stefana Kempistego z Eugenią Pogorzelską (1900–1982). Była ona magistrem biologii, nauczycielką w Prywatnym Żeńskim Gimnazjum i Liceum Anny Jakubowskiej w Warszawie. Para miała córkę Marię (1925–1989) naukowca i cybernetyka. Eugenia  1941 wyszła za mąż za fizyka Szczepana Szczeniowskiego.